# Engranaje planetario

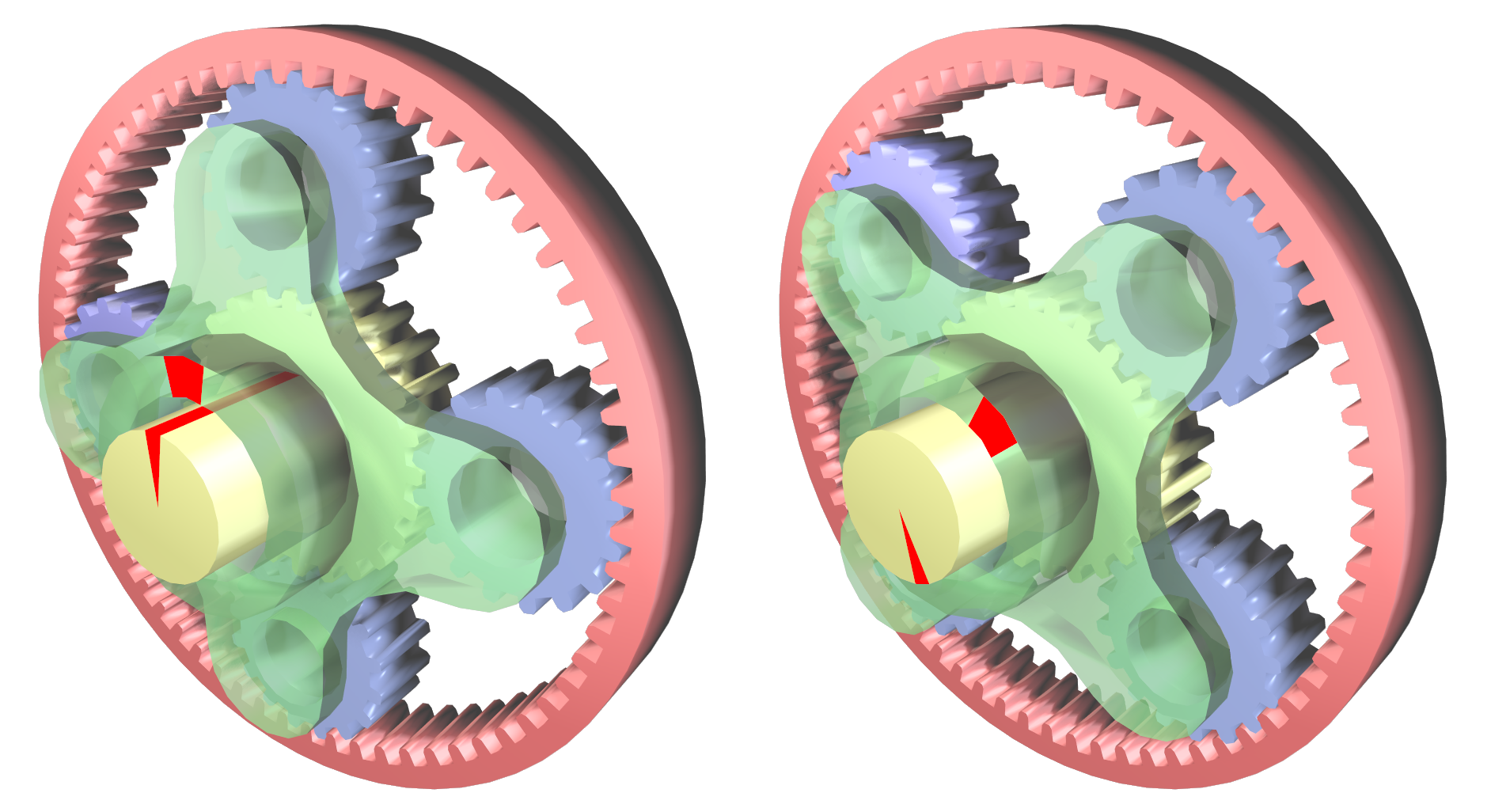
El engranaje planetario se usa aquí para aumentar la velocidad de salida. El portaplanetas (verde) es impulsado por un par de entrada. El sol (amarillo) proporciona el par de salida, mientras la corona (rojo) permanece fija. Adviértanse las marcas rojas antes y después de que el eje de entrada rote 45° en el sentido de las agujas del reloj.

Un engranaje planetario o engranaje epicicloidal es un sistema de engranajes (o tren de engranajes) consistente en uno o más engranajes externos o planetas que rotan sobre un engranaje central o sol. Típicamente, los planetas se montan sobre un brazo móvil o portaplanetas que a su vez puede rotar en relación con el sol. Los sistemas de engranajes planetarios pueden incorporar también el uso de un engranaje anular externo o corona, que engrana con los planetas. Otra terminología extendida y equivalente es la que considera el eje central el planeta, siendo los engranajes a su alrededor satélites acoplados por tanto a un portasatélites.
El engranaje planetario más utilizado se encuentra dentro de la transmisión de un vehículo.

## Relación de cambio

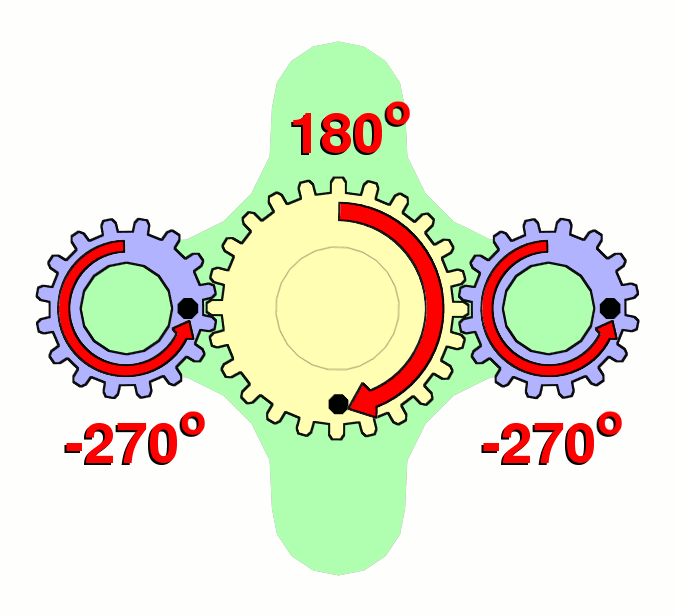
El portaplanetas (verde) se deja estacionario mientras el sol (amarillo) se usa como entrada. Los planetas (azul) giran en una proporción determinada por el número de dientes de cada engranaje. Aquí, la relación es -24/16 o -3/2; cada planeta gira a 3/2 la velocidad del sol, en el sentido contrario.

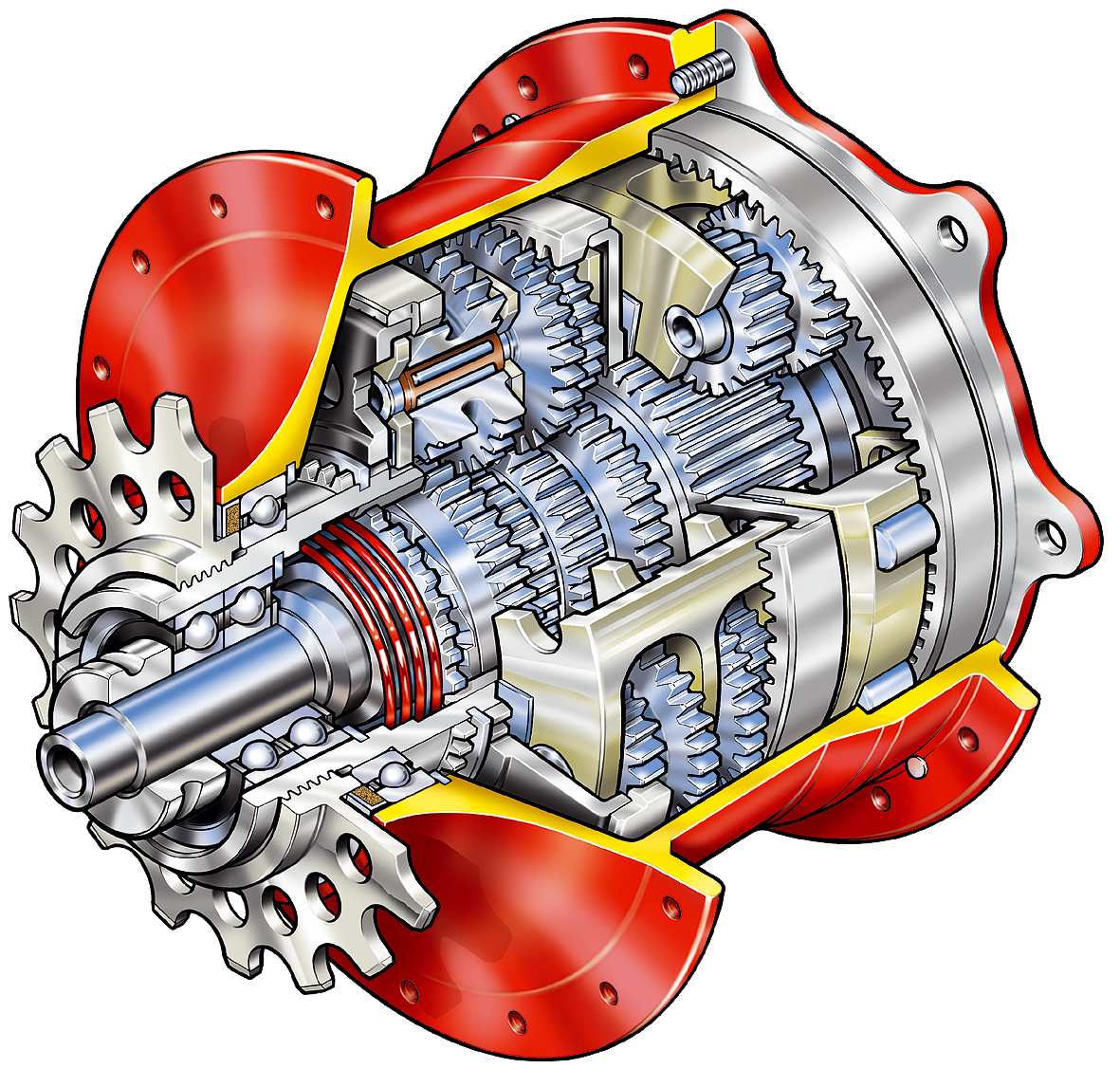
Cambios internos para bicicletas. Este, Rohloff Speedhub 500/14, produce catorce relaciones de transmisión diferentes.

La velocidad de transmisión en un sistema de engranaje planetario es muy poco intuible, especialmente porque hay varias formas de convertir la rotación de entrada en una de salida. Los tres componentes básicos de un engranaje epicicloidal son:
- Sol: El engranaje central.
- Portaplanetas (Carrier): Sujeta uno o más engranajes planeta periféricos, del mismo tamaño, engranados con el sol.
- Corona o anillo: Un anillo externo con dientes en su cara interna que engrana con el o los planetas.

En cualquier sistema de engranaje planetario, uno de estos tres componentes básicos permanece estacionario, uno de los dos restantes es la entrada, proporcionando potencia al sistema, y el último componente es la salida, recibiendo la potencia del sistema. La relación de la rotación de entrada con la de salida depende del número de dientes de cada rueda y de qué componente permanezca estacionario.
Una situación es cuando el portaplanetas permanece estacionario y el sol se usa como entrada. En este caso, los planetas simplemente rotan sobre sus propios ejes a una velocidad determinada por el número de dientes de cada engranaje. Si el sol tiene S dientes y cada planeta tiene P dientes, entonces la relación es igual a -S/P. Por ejemplo, si el sol tiene 24 dientes y cada planeta tiene 16, entonces la relación es -24/16 o -3/2, lo que significa que cada giro en sentido horario produce 1,5 giros en sentido antihorario en los planetas.
Esta rotación de los planetas puede a su vez impulsar la corona, en una relación correspondiente. Si la corona tiene C dientes, entonces rotará P/C giros por cada uno de los planetas. Por ejemplo, si la corona tiene 64 dientes y los planetas 16, un giro en sentido horario de éstos resulta en 16/64 o 1/4 de giro en el mismo sentido de la corona. Extendiendo este caso con el de arriba:
- Un giro del sol provoca -S/P giros de los planetas
- Un giro de los planetas provoca P/C giros de la corona

Por tanto, con el portaplanetas bloqueado, un giro del planeta provoca -S/C giros de la corona.
La corona también puede dejarse fija (configuración que posee mayor aplicaciones industriales), realizando la entrada sobre el carrier, produciéndose así la rotación de salida en el sol. Esta configuración producirá una relación de cambio mayor, igual a 1+C/S.
Todo esto se describe con la ecuación:
{\displaystyle \left(2+n\right)\omega _{c}+n\omega _{s}-2\left(1+n\right)\omega _{p}=0}
donde n es el factor de forma del engranaje planetario, definido según:
{\displaystyle n={N_{s} \over N_{p}}}
Si la corona permanece estacionaria y el sol se usa como entrada, el portaplanetas será la salida. La relación de cambio en este caso será 1/(1+C/S). Esta es la menor relación de cambio alcanzable con un sistema de engranaje epicicloidal. Este tipo de engranaje se usa a veces en tractores y equipo de construcción para proporcionar un par elevado a las ruedas.
Más engranajes sol y planetas pueden situarse en serie en el mismo sistema (de forma que el eje de salida de cada etapa sea el de entrada de la siguiente), logrando así un tren con una mayor (o menor) relación de cambio. Algunas transmisiones automáticas funcionan de esta forma.

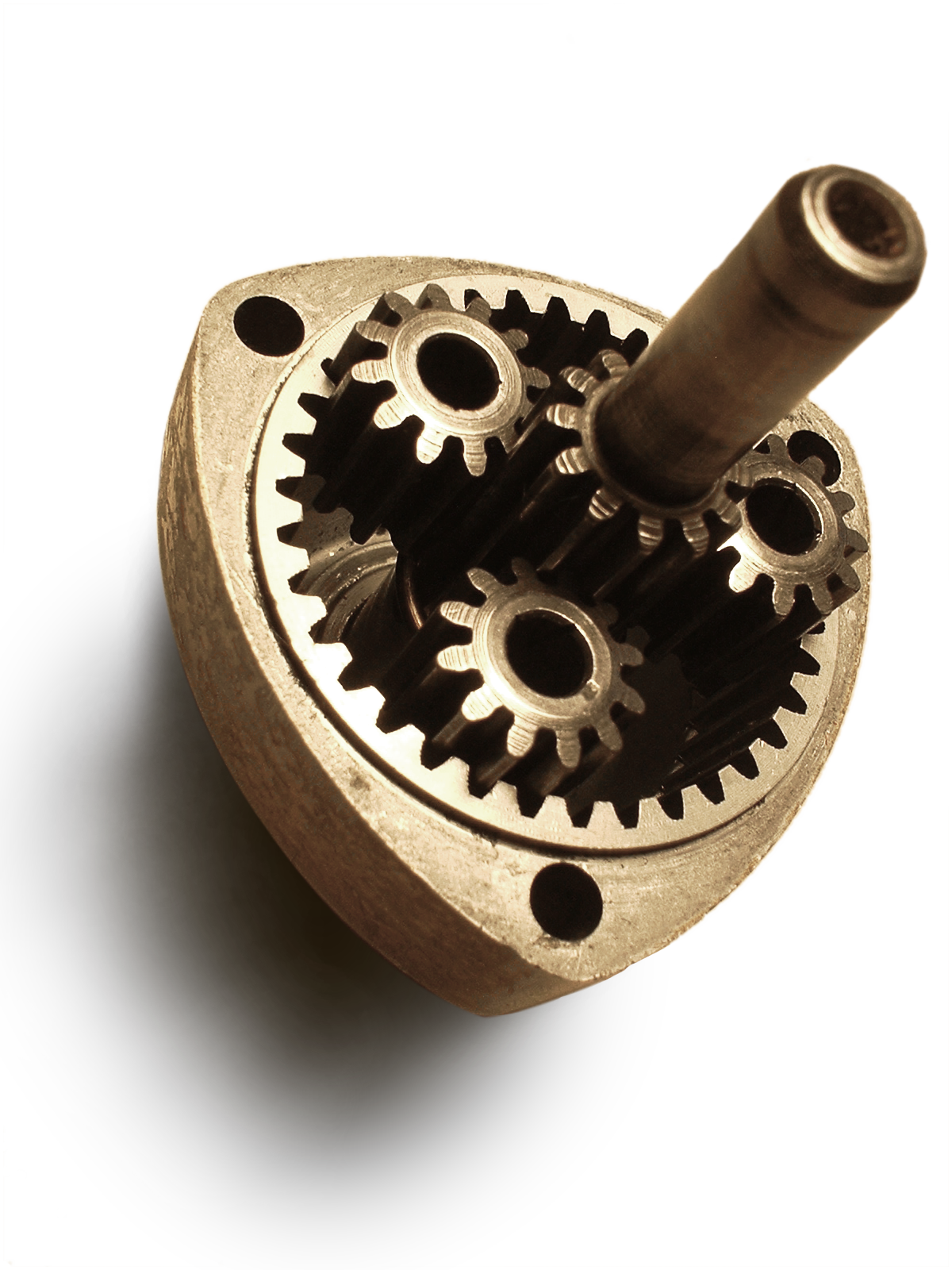
Tren planetario

Durante la Segunda Guerra Mundial, se desarrolló una variante especial del engranaje epicicloidal para los radares portátiles, que necesitaban una relación reductora muy elevada en muy poco volumen. Esta variante tenía dos engranajes anulares externos, cada uno con la mitad de grosor que los demás engranajes. Uno de estos dos anillos externos se mantenía fijo y tenía menos dientes que el otro. De esta forma, varios giros del sol hacía que los planetas completaran una única revolución, que a su vez hacía que el engranaje anular libre rotase un solo diente.

## Ventajas
Los trenes de engranajes planetarios proporcionan una alta densidad de potencia en comparación con los trenes de engranajes de ejes paralelos estándar. Proporcionan una reducción de volumen, múltiples combinaciones cinemáticas, reacciones puramente torsionales y ejes coaxiales. Las desventajas incluyen altas cargas en los rodamientos, requisitos de lubricación constante, inaccesibilidad y complejidad del diseño.
La pérdida de eficiencia en un tren de engranajes planetarios suele ser de aproximadamente el 3% por etapa. Este tipo de eficiencia garantiza que una alta proporción (alrededor del 97%) de la energía entrante se transmita a través de la caja de cambios, en lugar de desperdiciarse en pérdidas mecánicas dentro de la caja de cambios.
La carga en un tren de engranajes planetarios se comparte entre varios planetas; por lo tanto, la capacidad de torsión aumenta considerablemente. Cuantos más planetas haya en el sistema, mayor será la capacidad de carga y mayor la densidad de par.